# Head-mounted display
Een head-mounted display (HMD) is een beeldscherm dat op het hoofd gedragen wordt. Het kan de vorm hebben van een bril (men spreekt dan van een virtualrealitybril, kortweg VR-bril), of in een helm ingebouwd zijn.
Een head-mounted display hoeft geen echt beeldscherm te bevatten. Het is ook mogelijk dat met laser een beeld in het oog geprojecteerd wordt. Een eenvoudige vorm is een lcd-schermpje met een lens. Door de lens lijkt het alsof het beeldscherm op een paar meter afstand staat. Een head-mounted display kan de omgeving afsluiten zodat alleen het beeld te zien is, maar het kan ook transparant zijn en extra informatie projecteren in het beeld.
Het is mogelijk dat slechts één beeldscherm wordt gebruikt voor één oog. Maar vaak worden er twee beeldschermen gebruikt voor beide ogen. Daarmee is dan ook 3D mogelijk.
Het eenvoudigste type head-mounted display is een brilvormige houder met lenzen, voor een smartphone. Deze wordt gebruikt in combinatie met speciale VR-apps die op de smartphone dienen te worden geïnstalleerd.

## Toepassingen

### Virtual reality
In een virtualrealityomgeving kan de head-mounted display gebruikt worden om het beeld weer te geven. Daarmee kunnen bijvoorbeeld militairen en medici getraind worden.
Als bijvoorbeeld de oriëntatie van het hmd (en dus het hoofd) wordt gedetecteerd dan kan de software zorgen voor overeenkomstige aanpassing van het beeld. De gebruiker die zijn hoofd draait (naar links, rechts, boven of onder), of zich zelfs helemaal omdraait, ervaart in principe hetzelfde effect als wanneer hij dat zonder head-mounted display doet in een ruimte waarbij alle wanden, de vloer en het plafond uit beeldschermen bestaan. Er zijn VR-bioscopen waar bezoekers op een draaistoel zo een 360-gradenfilm kunnen bekijken, waarbij ze steeds zelf kunnen kiezen welke kant ze op kijken.
Als ook de locatie van het hmd wordt gedetecteerd en de beelden (en eventueel het geluid) dienovereenkomstig worden aangepast kan het voor een gebruiker die met het hmd op door een lege zaal of over een terrein loopt lijken of hij dezelfde weg aflegt in een heel andere omgeving (mits de echte vloer/grond zo aanvoelt als de virtuele vloer/grond zou doen).
Voor het realisme is het belangrijk dat het detecteren van de beweging en het berekenen van de nieuwe beelden snel genoeg gaat (weinig latentie).

### Computerspellen
Bij computerspellen was de head-mounted display heel lang een nicheproduct. De prijs was erg hoog, ze waren groot en onhandig, de resolutie van het schermpje was erg laag, en de frame rate was te laag om een vloeiende ervaring weer te geven. Dat kan pas bereikt worden als de frame rate 90 Hz of meer bedraagt, en idealiter zelfs 120 Hz.
Sinds 2016 zit de ontwikkeling van VR-brillen bedoeld voor computerspellen echter in de lift. In dat jaar werd de Oculus Rift uitgebracht, niet veel later gevolgd door de HTC Vive. Beide toestellen bieden een ervaring aan waarbij de speler in de virtuele realiteit niet alleen kan rondkijken, maar ook rondlopen en met objecten in de wereld interageren dankzij een spelbesturingsapparaat. De toestellen blijven met een kabel verbonden aan een computer, en hebben sensoren nodig om de positie van de speler te bepalen.
Later in 2016 bracht Sony ook de PlayStation VR-set uit, die met de PlayStation 4 werkt. Tezelfdertijd werden goedkopere VR-toestellen uitgebracht, zoals de Samsung Gear VR en Google Cardboard. Hiermee kan de speler enkel rondkijken en op een eenvoudige manier met de wereld interageren. De meeste van deze toestellen zijn niet verbonden met een computer, maar gebruiken een mobiele telefoon als computer en scherm.
In 2017 lanceerde Microsoft Windows Mixed Reality. Hiermee kan dezelfde functionaliteit bereikt worden als met de Rift of de Vive, maar zijn geen externe sensoren nodig. Hardware-ontwikkelaars als Acer en HP brachten in datzelfde jaar hiervoor VR-brillen uit.
De markt van de VR-brillen voor computerspellen blijft snel evolueren. Nieuw uitgebrachte brillen bieden vaak schermen met hogere resoluties aan, of proberen een grotere bewegingsvrijheid aan de speler te geven. Bovendien wordt de markt verbreed door naast erg dure en erg goedkope VR-brillen ook een middencategorie aan te bieden. Vaak zit de computer dan in de bril zelf. Een voorbeeld hiervan is de Oculus Quest.

### Militair

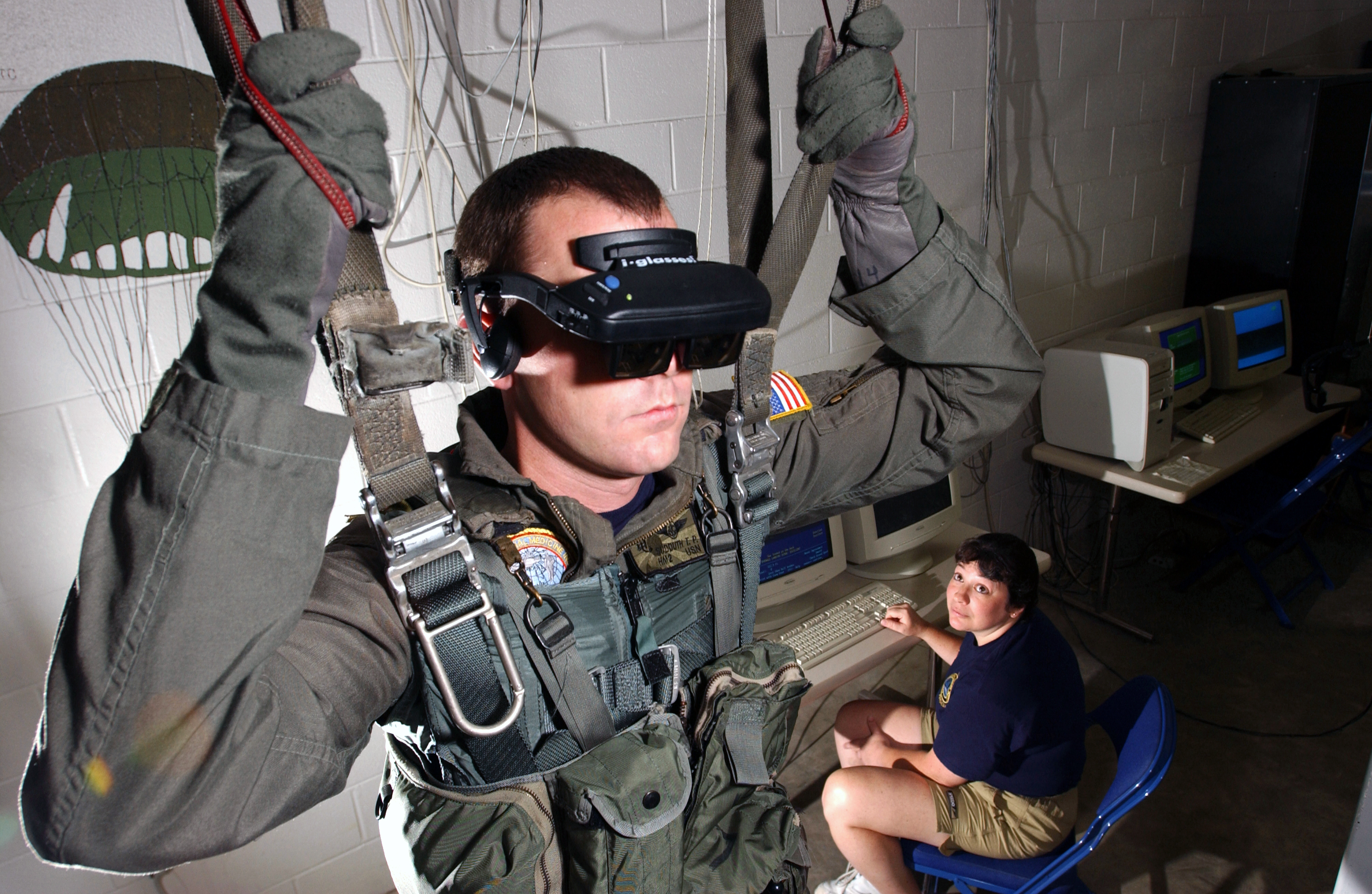
Een head-mounted display gebruikt in een virtualrealityomgeving om militairen te laten oefenen

Er zijn veel verschillende militaire toepassingen voor de head-mounted display. In 2009 zijn er al vele in gebruik, en wordt er bij ontwikkeling van nieuwe apparatuur steeds vaker gebruikgemaakt met een vorm van een head-mounted display om extra gegevens weer te geven.
Enkele voorbeelden:
- In combinatie met een nachtkijker.
- In combinatie met een vuurwapen. Daarbij kan het vuurwapen om de hoek van een gebouw gehouden worden, terwijl de schutter veilig achter de muur staat.
- In vliegtuigen.

### Reissector
Ook in de reissector zijn er vele mogelijkheden met de virtualrealitybril. Zo kunnen mensen in het reisbureau zelf al eens een kijkje nemen waar ze naartoe willen reizen en of het hun zal bevallen. Door deze toepassing, zullen mensen zekerder zijn wanneer ze een beslissing nemen om op reis te gaan.

### Immobiliën
Voor de immobiliën sector is dit een uitvinding die ontzettend veel kosten kan besparen. Mensen krijgen een rondleiding in elk huis dat ze maar willen en dat op korte tijd. Doordat de mensen in het immobiliënkantoor blijven, hoeft er niet telkens weer een personeelslid mee te gaan om een rondleiding te geven. De persoon in kwestie spreekt het spotje 1 keer in en het kan ontelbare keren aangehoord worden en bekeken worden door de klant.

### Invaliden
Voor minder valide mensen is het met een VR-bril mogelijk om attracties te beleven die voor hen niet toegankelijk zijn. De gehandicapte persoon ziet dan zittend in z'n rolstoel door de VR-bril de beelden die ook te zien zijn in de attractie zelf. Dit wordt sinds 2018 toegepast bij de attractie Droomvlucht in de Efteling.

### VR-achtbaan
Een toepassing die in pretparken of op kermissen kan voorkomen is de VR-achtbaan. Een gebruiker zit dan met een VR-bril op in een bewegende stoel of in een gewone achtbaan en ziet door de bril een beeld van een virtuele achtbaan. Deze kan bijvoorbeeld langs actieve vulkanen gaan of door een diep ravijn. Doordat de stoel meebeweegt met deze rit of doordat de gebruiker zelf in een echte achtbaan zit, krijgt deze dan het gevoel van een spannende rit in een achtbaan. 

### Augmented reality
Zie ook: Aangevulde realiteit
Wanneer extra beelden worden geprojecteerd terwijl door een transparant scherm iemand gewoon om zich heen kan kijken, wordt dat ook wel augmented reality of mixed reality genoemd.